# مهرجان القدس السينمائي الدولي

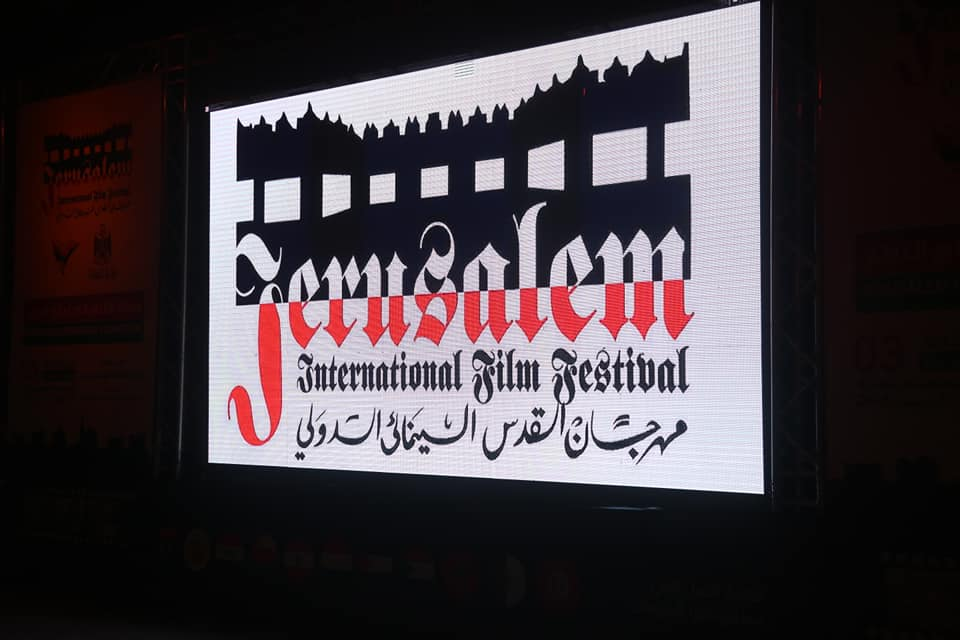
شعار مهرجان القدس السينمائي الدولي

مهرجان القدس السينمائي الدولي هو مهرجان فلسطيني يقام في غزة، المؤسس ورئيس المهرجان الدكتور عز الدين شلح، الحاصل على درجة الدكتوراه في السينما من جامعة سيدي محمد بن عبد الله حيث قام مع مجموعة من السينمائيين في عام 2009 بأطلاق الدورة الأولى بالتعاون مع جامعة فلسطين غزة وتوقف المهرجان نتيجة ظروف غزة وفي عام 2017 أقيمت الدورة الثانية واستمر المهرجان بشكل سنوي.
يوجد في المهرجان ستة لجان- لجنة المشاهدة، لجنة تحكيم الأفلام الروائية الطويلة والقصيرة، لجنة تحكيم الأفلام الوثائقية الطويلة والقصيرة، لجنة الهواة- كما استحدث في دورته الخامسة لعام 2020 جائزة خاصة بالسيناريو، واستحدث في دورته السادسة لجنة تحكيم النقاد.

## جوائز المهرجان
1. جائزة السيناريو الخاصة: لأفضل سيناريو طويل
2. جائزة السيناريو الخاصة: لأفضل سيناريو قصير
3. الجائزة الكبرى جائزة غصن الزيتون لأفضل فيلم روائي طويل
4. جائزة غصن الزيتون الذهبي لأفضل فيلم وثائقي طويل
5. جائزة الفنان محمد بكري لأفضل فيلم وطني، تمنح لفيلم وثائقي طويل
6. جائزة غصن الزيتون الذهبي لأفضل ممثل
7. جائزة غصن الزيتون الذهبي لأفضل ممثلة
8. جائزة النقاد
9. جائزة أفضل فيلم روائي قصير
10. جائزة أفضل فيلم وثائقي قصير
11. جائزة أفضل تصوير
12. جائزة أفضل سيناريو
13. جائزة أفضل فيلم للهواة